# Kärsämäki
Kärsämäki este o comună din Finlanda.